# Novaraexpeditionen

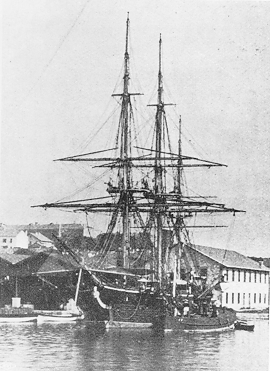
SMS Novara i Sydney (1858).

Novaraexpeditionen var en forskningsresa 1857–1859 till bland annat Sydamerika med den österrikiska fregatten Novara under ledning av Karl von Scherzer. Expeditionen förde med sig tillbaka bland annat 15 kg kokablad till professor Friedrich Wöhler vid universitetet i Göttingen.